# سوريا إبان حكم حزب البعث
سوريا إبان حكم حزب البعث، المعروفة رسميًا بالجمهورية العربية السورية، هي فترة زمنية من عمر الدولة السورية حكمها حزب البعث العربي الاشتراكي منذ عام 1963 وحتى 2024 تحت نظام الحزب الواحد. ومنذ عام 1971، سيطرت عائلة الأسد على الحكم، مما أكسب النظام شهرة واسعة باسم "نظام الأسد".
نشأت هذه الدولة بعد انقلاب عسكري عام 1963 بقيادة ضباط علويين. وفي عام 1970، قاد حافظ الأسد ما سُمي بـ"الحركة التصحيحية"، وأطاح بالرئيس نور الدين الأتاسي والقائد الفعلي صلاح جديد. في العام التالي، أصبح حافظ الأسد رئيسًا بعد انتخابات شكلية. شهدت فترة حكمه اضطرابات، أبرزها انتفاضة إسلامية قمعها النظام بارتكاب مجازر مروعة في حماة عامي 1981 و1982.
بعد وفاة حافظ الأسد عام 2000، خلفه ابنه بشار الأسد في الحكم. ومع انطلاق احتجاجات الربيع العربي عام 2011، اندلعت الحرب الأهلية السورية، مما أدى إلى تقلص سيطرة النظام على العديد من المناطق. ورغم ذلك، استعادت حكومة البعث السيطرة على أجزاء من البلاد بمساعدة روسيا وإيران وحزب الله. إلا أن هذا النظام انهار في ديسمبر 2024 بعد سلسلة من الهجمات المباغتة التي شنتها فصائل معارضة متعددة.

## التاريخ

### انقلاب عام 1963 واستلام حزب البعث للسلطة
في عام 1961، وقع حزب البعث بالتعاون مع عدد من الأحزاب في سوريا على وثيقة الانفصال. عقب ذلك، اعتقل حافظ الأسد وعدد من رفاقه في اللجنة العسكرية لحزب البعث في مصر لمدة 44 يومًا. وبعد إطلاق سراحهم، تم إعادتهم إلى سوريا في إطار عملية تبادل مع ضباط مصريين تم احتجازهم في سوريا. وعند عودته، تم إبعاده عن الجيش السوري بسبب موقفه المعارض للانفصال، وأُحيل إلى الخدمة المدنية في إحدى الوزارات.
عقب انقلاب 1961 الذي أنهى الاتحاد السياسي بين مصر وسوريا، شهدت البلاد حالة من الاضطراب انتهت بانقلاب البعث في 8 مارس 1963. استولى أعضاء حزب البعث العربي الاشتراكي، بقيادة ميشيل عفلق وصلاح الدين البيطار على السلطة. وبدورهم، سيطر البعثيون على الحكومة السورية الجديدة.
أعيد الضابط البعثي حافظ الأسد إلى الخدمة من قبل صديقه ورفيقه في اللجنة العسكرية مدير إدارة شؤون الضباط آنذاك المقدم صلاح جديد، ورقي بعدها في عام 1964 من رتبه رائد إلى رتبة لواء دفعة واحدة، وعين قائدًا للقوى الجوية والدفاع الجوي. وبدأت اللجنة العسكرية بحزب البعث بتعزيز نفوذها وكانت مهمته توسيع شبكة مؤيدي وأنصار حزب البعث في القوات المسلحة. وقامت اللجنة العسكرية في 23 فبراير 1966 بقيادة صلاح جديد ومشاركه منه بالانقلاب على القيادة القومية لحزب البعث والتي ضمت آنذاك مؤسس الحزب ميشيل عفلق ورئيس الجمهورية أمين الحافظ ليتخلى بعدها صلاح جديد عن رتبته العسكرية لإكمال السيطرة على الحزب وحكم سوريا، بينما تولى حافظ الأسد اللجنة العسكرية في حزب البعث ووزارة الدفاع السورية.
حكم حزب البعث سوريا كدولة شمولية عقب استيلاء اللجنة العسكرية على السلطة في عام 1963، حيث هيمن البعثيون على مختلف المجالات السياسية والتعليمية والثقافية والدينية في البلاد، وراقبوا كافة جوانب المجتمع المدني عبر جهاز المخابرات القوي (الشرطة السرية). تم دمج الجيش السوري والشرطة السرية في جهاز الحزب بعد تطهير النخب المدنية والعسكرية التقليدية على يد النظام الجديد.
شكّل انقلاب البعث في 1963 "انقطاعًا جذريًا" في تاريخ سوريا المعاصر، حيث احتكر الحزب السلطة وأسس دولة الحزب الواحد، وفرض نظام سياسي اجتماعي جديد من خلال تطبيق أيديولوجيته. شرع الضباط العسكريون المنتمون للحزب عقب استيلاء البعث على السلطة بتنفيذ تطهيرات في أنحاء سوريا كجزء من فرض برنامجهم الأيديولوجي. تم تطهير وتصفيه السياسيين من الجمهورية السورية الثانية الذين دعموا انفصال سوريا عن الجمهورية العربية المتحدة، إلى جانب تطهير الجيش السوري وإخضاعه لحزب البعث. كما تم سلب حقوق السياسيين، العسكريين، والمدنيين الذين وقفوا مع انفصال سوريا عن الجمهورية العربية المتحدة من حقوقهم الاجتماعية والقانونية من قبل المجلس الوطني للقيادة الثورية الذي كان تحت سيطرة البعث، مما أتاح للنظام البعثي تفكيك الطبقة السياسية بكاملها في الجمهورية السورية الثانية والقضاء على مؤسساتها.

### حكم حافظ الأسد (1971-2000)

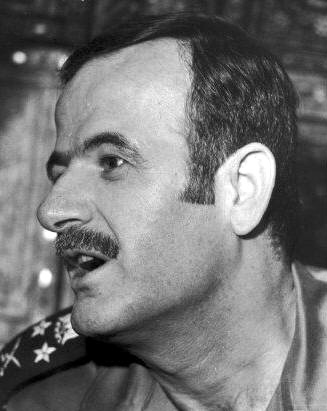
حافظ الأسد خلال الحركة التصحيحية عام 1970

- بدأت الخلافات بالظهور بين حافظ الأسد وصلاح جديد بعد الهزيمة في حرب 1967، حيث انتقد صلاح جديد أداء وزارة الدفاع السورية خلال الحرب وخاصة القرار بسحب الجيش وإعلان سقوط القنيطرة بيد إسرائيل قبل أن يحدث ذلك فعليًا، بالإضافة إلى تأخر غير مفهوم لسلاح الجو السوري في دعم نظيره الأردني مما أدى لتحميله مسؤولية الهزيمة. وتفاقمت هذه الخلافات مع توجه صلاح جديد نحو خوض حرب طويلة مع إسرائيل، بينما عارض هو ذلك لإدراكه أن الجيش لم يكن مؤهلًا لمثل هذه الحرب خاصة بعد موجة التسريحات التي أتبعت انقلاب البعث 8 آذار/مارس 1963 والتي طالت الضباط الغير بعثيين. ووصلت الخلافات بيهما إلى أوجها خلال أحداث أيلول الأسود في الأردن عام 1970، حيث أرسل صلاح جديد الجيش العربي السوري لدعم الفدائيين الفلسطينيين، لكنه امتنع عن تقديم التغطية الجوية للجيش وتسبب في إفشال مهمته. وعلى إثر ذلك قام صلاح جديد بعقد اجتماع للقيادة القطرية لحزب البعث والتي قررت بالإجماع إقالته مع رئيس الأركان مصطفى طلاس من منصبيهما بحزب البعث. لكن حافظ الأسد لم ينصع للقرار وتمكن في 16 نوفمبر 1970 بمساعدة كثير من الضباط البعثيين والقطع الموالية للبعث السوري في الجيش من القيام بالحركة التصحيحية بحزب البعث على صلاح جديد ورئيس الجمهورية نور الدين الأتاسي وسجنهما مع العديد من رفاقهم وذلك فيما يعرف الحركة التصحيحية.
- تولى حافظ الأسد منصب الأمين العام للقيادة القطرية لحزب البعث العربي الاشتراكي ورئيس مجلس الوزراء ووزير الدفاع والقائد العام للقوات المسلحة في 21 نوفمبر 1970، ثم ما لبث أن حصل على صلاحيات رئيس الجمهورية في 22 شباط / فبراير 1971 ليثبت في 12 آذار / مارس 1971 رئيسًا للجمهورية العربية السورية لمدة سبعة سنوات بعد إجراء استفتاء شعبي ليكون بذلك أقوى رئيس بعثي في التاريخ السوري. وبعدها أعيد انتخابه في استفتاءات متتابعة أعوام 1978 و1985 و1992 و1999. وقد تولى الحكم مدعومًا من الضباط البعثيين بالجيش السوري، ونال استحسان الجماهير المرهقة في بادئ الأمر نتيجة الإصلاحات التي قام بها وبناؤه للجيش السوري المدمر وخوض حرب أكتوبر 1973 وارتباط الأسد عربيًا بما يعرف محور الصمود العربي.
- الحرب الأهلية اللبنانية:

قام الجيش السوري عام 1976 بمحاولة فض المعركة بين قوات اليمين اللبناني وحركة فتح بمخيم تل الزعتر، إلا أن الفلسطينيين قاموا بقصف القوات السورية بطريق الخطأ، فكان رد الجيش السوري خاطفًا. وانخرط بشكل فعلي في الحرب الأهلية اللبنانية بعد اجتياح إسرائيل للبنان مانعاً حدوث قلاقل أكبر، وطبق هناك سياسة «لا غالب ولا مغلوب» عن طريق حفظ توازن القوى بين كل الأطراف اللبنانية وذلك إلى أن حصل على تفويض من جامعة الدول العربية في مؤتمر الطائف لمساعدة الأطراف اللبنانية المتصالحة بالسيطرة على لبنان. وظل الجيش السوري في لبنان حتى عام 2005 م إثر اغتيال رئيس الوزراء اللبناني الأسبق رفيق الحريري.
- الصعيد الداخلي والخارجي:

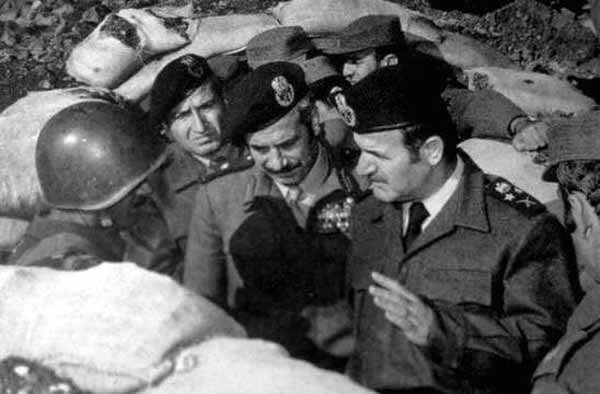
حافظ الأسد في حرب تشرين

على الصعيد الداخلي، تميزت فترة حكمه بالحزم والسلطة المطلقة وحكم الحزب الواحد (حزب البعث)، كما تم بناء أكثر من جامعة في عهده منها جامعة تشرين في اللاذقية. كما عمل على تحرير المرأة ومساواتها بالرجل واعتبرها نصف المجتمع.[بحاجة لمصدر] وشجّع الرياضة والرياضيين، وتم في عهده استضافة دورة البحر الأبيض المتوسط.
وعلى الصعيد الخارجي استمر في رفضه اتفاقية كامب ديفيد التي وقعت بين مصر وإسرائيل مناديًا بحل شامل للقضية الفلسطينية، إلى أن قامت منظمة التحرير الفلسطينية بتوقيع اتفاقية أوسلو بعام 1993 منفردة وهو الأمر الذي اعتبره خيانة.

### حكم بشار الأسد (2000-2024)

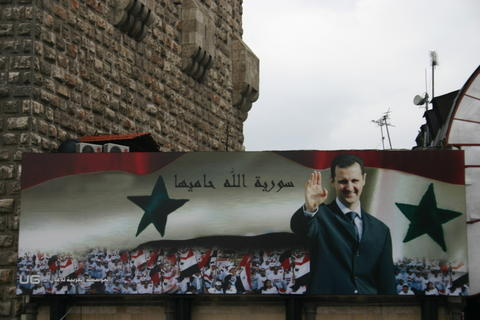
صورة الرئيس بشار الأسد على حائط في دمشق القديمة مكتوب عليها عبارة سورية الله حاميها

بعد وفاة والده البعثي حافظ الأسد في 10 حزيران / يونيو 2000 رُفع بشار الأسد وعمره 34 عامًا و 10 أشهر إلى رتبة فريق بشكلٍ سريعِ متجاوزًا حوالي 4 رتب عسكرية، وذلك بموجب مرسوم تشريعي، وذلك ليتم تمكينه من قيادة الجيش والقوات المسلحة، تم تعديل فقرة من الدستور تختص بالعمر ليتم التمكن من انتخابه، ثم عينه الرئيس المؤقت عبد الحليم خدام قائدًا للجيش والقوات المسلحة في اليوم التالي.
انتخب بعدها أمينًا قطريًا (لحزب البعث بالقطر العربي السوري، حسب المصطلحات المستخدمة) في المؤتمر القطري التاسع لحزب البعث العربي الاشتراكي. في 27 حزيران / يونيو 2000. انتخب رئيسًا للجمهورية في 10 تموز / يوليو 2000 عبر استفتاء شعبي.
حدث انفراج في بداية عهده في مجال الحريات وسميت تلك الفترة الوجيزة ربيع دمشق، والتي شهدت ظهور العديد من المنتديات السياسية (وأشهرها منتدى الأتاسي). هناك بعض الانفتاح على الصعيد الاقتصادي في البلاد، حيث سمح لأول مرة بفتح فروع للمصارف الأجنبية وسُمح للمواطنين فتح حسابات بالعملات الأجنبية وترافق هذا الانفتاح مع تحسن الوضع المعاشي للمواطن السوري.
واجهت سوريا ضغوط خارجية في عهد البعث برئاسة بشار الأسد، تميزت بالضغط على الشخصيات القيادية أصحاب القرار في النظام البعثي، تطالب ظاهريًا بمزيد من الحرية والإصلاحات والامتثال للقرارات الدولية. سوريا تربط ذلك بمحاولة إخضاع القرار السوري لأمرة الولايات المتحدة وإرغام سوريا على توقيع معاهدات سلام مع إسرائيل، وتصفية المقاومة الفلسطينية حماس والجهاد الإسلامي وغيرها من فصائل المقاومة الفلسطينية والمقاومة اللبنانية حزب الله. كما تتهم بتسهيل تسلل المجاهدين العرب إلى العراق لقتال الجيش الأمريكي.
ومع قيام الحرب بين حزب الله اللبناني وإسرائيل في شهر حزيران / يونيو 2006، اتخذت سوريا بالتنسيق معه موقفًا دفاعيًا رفع الجاهزية لأعلى المستويات لأول مرة منذ حرب تشرين التحريرية سنة 1973.
اتهمت سوريا من قبل الولايات المتحدة الأمريكية وبعض الدول الغربية وقوى 14 أذار بالوقوف وراء اغتيال رفيق الحريري بشكل مباشر وقبل بدء التحقيق، وذلك بسبب توتر علاقته مع دمشق في آواخر فترة ترأسه الحكومة في لبنان. أخذ الاغتيال ذريعة للضغط على سوريا، لكن الحكومة السورية نفت اغتيالها له قطعيًا. واستكمل الجيش السوري المتمركز في لبنان منذ 1975 انسحابه في نيسان/أبريل 2005 كليًا. وفي عام 2010 أعلن سعد الحريري أن اتهام سوريا كان خطأً، وقد جاء موقف الحريري بعد زيارات متكررة قام بها إلى دمشق التقى خلالها ببشار الأسد، وبعد أن تراجعت عزلة سوريا خاصةً وأن إدارة الرئيس الأميركي باراك أوباما فتحت اتصالات مباشرة مع بشار الأسد، إلى جانب الرئيس الفرنسي نيكولا ساركوزي والعاهل السعودي عبد الله بن عبد العزيز الذين قاموا بتطبيع علاقاتهم مع سوريا.
أُعِيدَ انتخاب بشار الأسد لولاية رئاسية أخرى بتاريخ 27 أيار / مايو 2007 تستمر 7 سنوات.
استمر بشار الأسد طيلة فترة حكمه متبعا لسياسة والده. وعمل على خطاه بقمع الحركات المعارضة، وقد قدم بشار الأسد أوراق ترشحه لفترة رئاسية ثالثة عام 2014 متنافسًا وللمرة الأولى منذ تولي حزب البعث السلطة ضد مرشحين آخرين.

## الجيش
تميزت سوريا تحت حكم البعث بنظام عسكري دكتاتوري ودولة أمنية، حيث ساعدت القوات المسلحة السورية في وصول حزب البعث إلى السلطة. واستمر النظام في البقاء بفضل ولاء الحزب للجيش والاعتماد الكبير على الأجهزة الأمنية والعسكرية. منذ عام 1963، بدأت قيادة الجيش السوري تتحول بشكل متزايد إلى قادة بعثيين، وأصبح الضباط البعثيون أكثر تقدمية. بعد وصول حافظ الأسد إلى السلطة، قام بتطهير الضباط السنّة من الطبقات الوسطى والعليا، واستبدلهم بضباط من الأقليات الريفية، كما عزز سلطته بإنشاء "حرس شخصي" من العلويين الذين ساعدوا في تأكيد سيطرة النظام على الجيش.
بعد هزيمة سوريا في حرب الأيام الستة مع إسرائيل، بدأ حافظ الأسد بتعزيز الجيش بشكل كبير لتحقيق توازن عسكري مع إسرائيل. ارتفع عدد أفراد القوات المسلحة السورية، التي كانت في الغالب قوة مجندة، من 50,000 في عام 1967 إلى 225,000 في عام 1973، ثم تجاوزت 350,000 في التسعينات. وبعد انهيار الاتحاد السوفيتي في 1991، فقدت سوريا مصدرها الرئيسي لتوريد المعدات العسكرية، مما ساهم في عزل الجيش السوري. في عام 2005، تم تخصيص 50% من الميزانية الوطنية السورية للإنفاق العسكري والاستخباراتي، وكان للجيش السوري 215,000 جندي في الخدمة الدائمة، وأكثر من 400,000 عند التعبئة، إلى جانب 4,700 دبابة، و4,500 ناقلة جنود، و850 صاروخًا أرض-جو، و4,000 مدفع مضاد للطائرات، و611 طائرة مقاتلة.

## الاقتصاد
اتَّسمت أواخر سبعينيات القرن العشرين ومطلع ثمانينياته بدخول سوريا في أزمة اقتصادية أدّت إلى تراجع الإنفاق الحكومي، وارتفاع مُعدَّل التضخُّم وغلاء الأسعار، وتدهور سعر صرف الليرة السورية أمام الدولار من 3.9 عام 1979 إلى نحو 45 ليرة عام 1989 للدولار الواحد، وهو ما انعكس في ارتفاع التكاليف المعيشية التي تكبّدها السوريون، دون أن يقوم النظام بتعويض هذا التدهور في الرواتب الحكومية، فهبط مستوى فئات واسعة من السوريين وارتفع مُعدَّل البطالة، وتقلّصت الطبقة الوسطى، بينما شهد القطاع الخاص توسُّعًا في أدواره، حتى أصبح يُشكِّل قرابة 70% من قوة العمل السورية عام 1989. كشفت هذه الأزمة هشاشة البنية الاقتصادية، والطابع الريعي للاقتصاد، وانكشافه على الخارج، وتدني كفاءته الإنتاجية وفشل إدارته الاقتصادية، إضافة إلى ترهل بنيته المؤسسية واستفحال الفساد فيها.
شهد النصف الأول من تسعينيات القرن العشرين تحولًا أوضح في التوجُّه نحو توسيع دور القطاع الخاص، ومثَّل صدور قانون تشجيع الاستثمار الرقم 10 لسنة 1991 علامة فارقة في هذه الطريق. وشهدت سنوات النصف الأول من تسعينيات القرن العشرين نشاطًا محمومًا للقطاع الخاص ما لبث أن تحول إلى ركود في نصفه الثاني لأسباب عدة داخلية وإقليمية. وبينما كان التضخم مرتفعًا في نصفه الأول، أصبح منخفضًا، بل وسالبًا في بعض السنوات، في نصفه الثاني، بسبب الركود الاقتصادي.

## حقوق الإنسان
حقوق الإنسان في سوريا تحت حكم البعث شبه معدومة، فسجل الحكومة في هذا المجال يُعتبر من الأسوأ على مستوى العالم. نتيجة لذلك، تعرضت سوريا البعثية لإدانات واسعة من قبل منظمات دولية بارزة مثل الأمم المتحدة، وهيومن رايتس ووتش، ومنظمة العفو الدولية، والاتحاد الأوروبي. كانت الحريات المدنية، والحقوق السياسية، وحرية التعبير والتجمع محكومة بقيود شديدة تحت حكم البعث بقيادة بشار الأسد، الذي اعتُبر "أحد أكثر الأنظمة قمعًا في العالم". في تقرير "الحرية في العالم" الصادر عن فريدم هاوس لعام 1973، صنفت سوريا ضمن فئة "أسوأ الأسوأ" من بين الدول "غير الحرة"، وحصلت على أدنى درجة ممكنة (1/100).